# Silmarils (empresa)
Silmarils fue una empresa francesa creadora de software de entretenimiento, fundada en 1987 por los hermanos Louis-Marie y Andre Rocques y con sede en Lognes, cerca de París. Crearon juegos para PC, Amiga, Macintosh y Atari ST. 
Aunque Silmarils siempre se caracterizó por los juegos de rol (sus grandes éxitos fueron la trilogía Ishar), no cabe duda de que otro tipo de juego característico de la empresa fueron las aventuras-arcades como  Le Fetiche Maya, Colorado, Metal Mutant y Starblade.
La empresa produjo varios juegos para ReadySoft, hasta que esta última fue adquirida en 1996. Esto dejó a Silmarils sin una empresa editora para sus juegos, por lo que sus últimas creaciones solo estuvieron disponibles en Europa, ya que la empresa no disponía de la capacidad de promocionar y distribuir sus juegos en otros continentes.
Dentro de sus últimos juegos estuvo Asghan, el cual fue distribuido por Grolier Interactive. Durante sus últimos años de existencia, la empresa se concentró únicamente en juegos de acción 3D. En 2003 se declaró en bancarrota. 
Al año siguiente los hermanos Louis-Marie y Andre Rocques fundaron una nueva empresa llamada Eversim, la cual se dedica específicamente a videojuegos de simulación.

## Juegos de Silmarils
- Manhattan Dealers (1987)
- Mad Show (1988)
- Le Fetiche Maya (1989)
- Targhan (1989)
- Windsurf Willy (1989)
- Colorado (1990)
- Crystals of Arborea (1990)
- Starblade (1990)
- Boston Bomb Club (1991)
- Metal Mutant (1991)
- Storm Master (1991)
- Xyphoes Fantasy (1991)
- Bunny Bricks (1992)
- Ishar I: Legend of the Fortress (1992)
- Ishar II: Messengers of Doom (1993)
- Transarctica (1993)
- Robinson's Requiem (1994)
- Ishar III: The Seven Gates of Infinity (1995)
- Deus (1996)
- Time Warriors (1997)
- Asghan: The Dragon Slayer (1998)
- Arabian Nights (2000)
- Inspector Gadget: Mad Robots Invasion (2003)
- Ashgan 2 (sin acabar)

- Datos: Q1806630